# Невзоров, Александр Петрович
Алекса́ндр Петро́вич Невзо́ров (21 января 1924, Красные Холмы, Воронежская губерния — 3 февраля 2011, Воронеж) — тракторист колхоза имени Ф. Э. Дзержинского, Герой Социалистического Труда (1973).

## Биография
Родился 21 января 1924 года в селе Красные Холмы Воронежского уезда Воронежской губернии. Окончил 3 класса сельской школы.
С 1939 года работал в колхозе имени Ф. Э. Дзержинского.
В армии с августа 1942 года. Участник Великой Отечественной войны. Был миномётчиком в 409-й стрелковой дивизии. Воевал на Воронежском, Степном и 2-м Украинском фронтах. Участвовал в Курской битве и битве за Днепр, освобождении Правобережной Украины, Молдавии, Венгрии и Чехословакии.
После войны продолжал службу в армии. В 1947 году демобилизован. Вернулся на работу в колхоз имени Ф. Э. Дзержинского.
В 1953—1958 — тракторист Лимановской машинно-тракторной станции, в 1958—1984 — тракторист колхоза имени Ф. Э. Дзержинского.
За большие успехи, достигнутые во Всесоюзном социалистическом соревновании, и проявленную трудовую доблесть в выполнении принятых обязательств по увеличению производства и продажи государству зерна и других продуктов земледелия Указом Президиума Верховного Совета СССР от 11 декабря 1973 года Невзорову Александру Петровичу присвоено звание Героя Социалистического Труда с вручением ордена Ленина и золотой медали «Серп и Молот».
Жил в родном селе, в последние годы — в городе Воронеж. Умер 3 февраля 2011 года. Похоронен в селе Красные Холмы Панинского района Воронежской области.
Награждён орденами Ленина, Октябрьской Революции, Отечественной войны 2-й степени, Трудового Красного Знамени, Славы 3-й степени, медалью «За отвагу», другими медалями.

## Память
Бюст А. П. Невзорова установлен на Аллее Героев в посёлке Панино Воронежской области.